# Can Duran (Matadepera)
Can Duran és un conjunt de dos edificis de Matadepera (Vallès Occidental) protegits com a Bé Cultural d'Interès Local.

## Descripció
Conjunt de dues residències actualment situades en parcel·les independents.
Un dels dos edificis està construït el 1943. És un edifici de planta exempta, amb baixos i pis. La coberta a dues vessants és de teula àrab amb el carener perpendicular a la façana principal, el que li confereix l'aspecte d'una casa pairal tradicional. Les façanes són de composició simètrica. Dins la mateixa parcel·la destaca la torre que conté el pou.

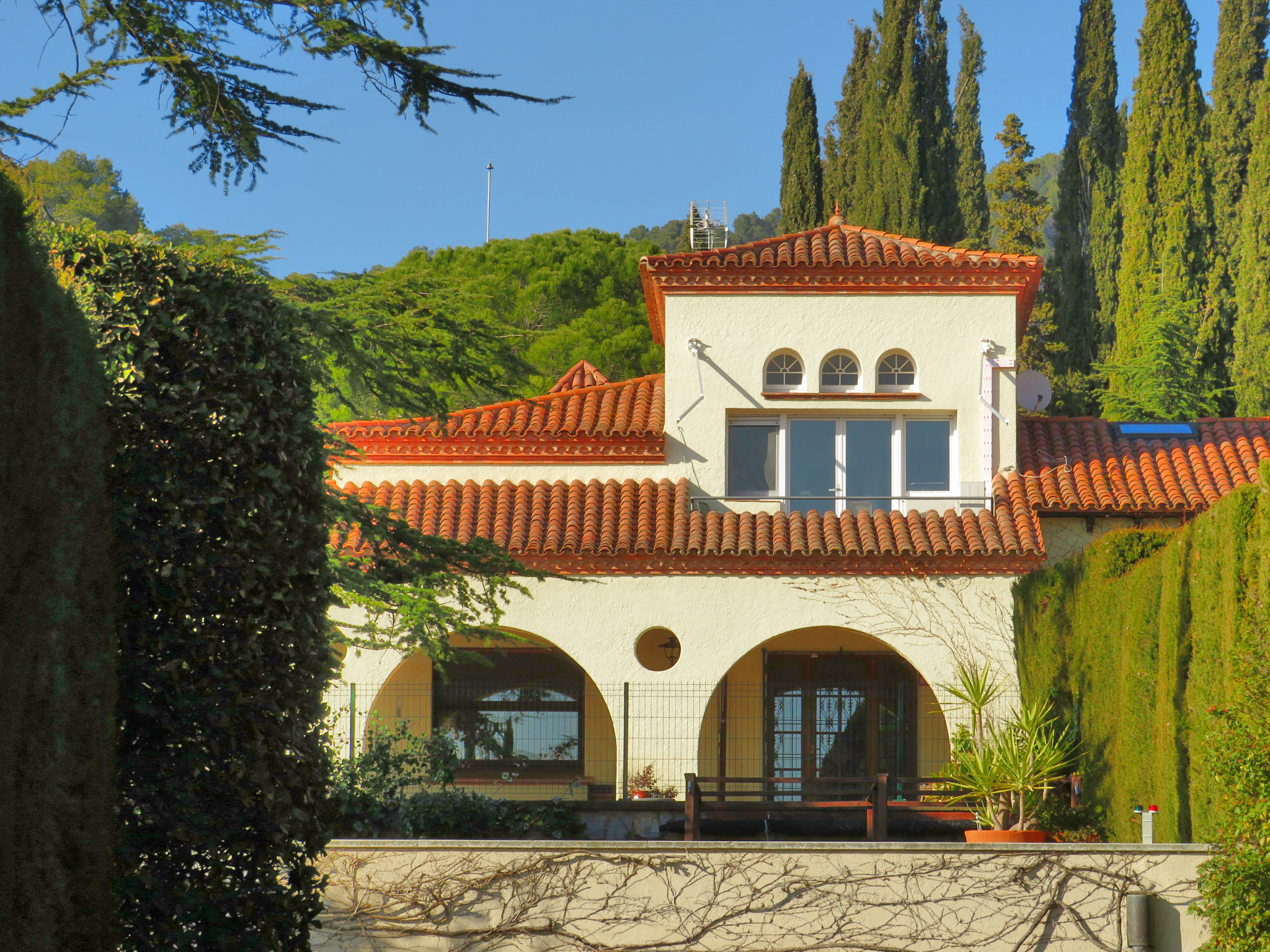
El segon edifici de Can Duran, al número 7 del carrer

El segon dels edificis es va construir entre 1945 i 1950.

## Història
Edifici de planta exempta, amb planta baixa, pis i soterrani.
L'any 1943 es construeix una primera residència, és una casa exempta de planta baixa i pis amb coberta a dues vessants. L'any 1950 es construeix dins del que aleshores era una única parcel·la, una altra residència molt més gran que l'anterior. Aquesta consta de planta baixa, soterrani i pis mirador. L'habitatge fet el 1943 es va convertir en la casa dels masovers. Actualment els dos edificis són de propietaris diferents i es troben separats pel carrer anomenat can Duran.